# Agata Kristi

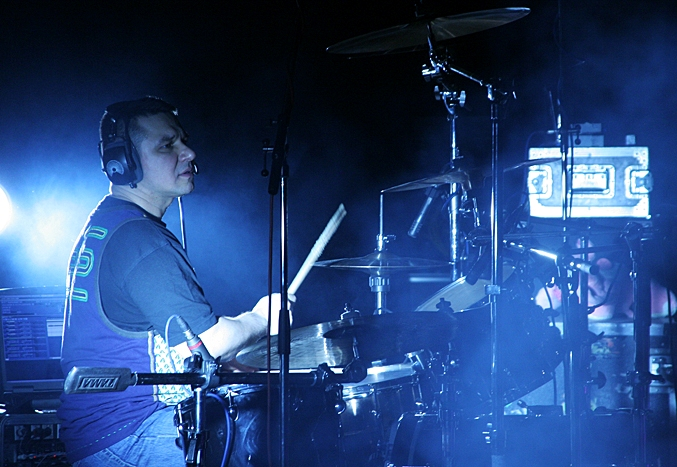
Andrej Kotov in 2008

Agata Kristi (Russisch: Агата Кристи) is een Russische rockband die in 1988 werd opgericht in Sverdlovsk.
De oorspronkelijke groep bestaat uit:
- Gleb Samojlov -- vocals, gitaar, basgitaar, teksten, adaptatie, keyboard
- Vadim Samojlov -- vocals, gitaar, basgitaar, teksten, adaptatie, keyboard
- Andrej Kotov -- percussie
- Aleksandr Kozlov -- componist, muziek, tekstschrijver (overleden)

## Geschiedenis
De stichters van de groep waren Vadim Samojlov (Sverdlovsk, 3 oktober 1964), Aleksandr Kozlov (Asbest, 25 september 1961) en Pjotr Maj. Zij waren schoolvrienden en speelden samen in een schoolbandje. In 1985 stichtten ze samen met Vadims jongere broer Gleb Samojlov (Asbest, 4 augustus 1970) een muziekgroep genaamd "ВИА РТФ УПИ" (een afkorting voor Vocaal-Instrumentale Groep van de Faculteit Radiotechniek van het Polytechnisch Instituut van de Oeral). Ze gaven verschillende tapealbums uit, zoals Если (Als)" en Свет (Licht)". In hetzelfde jaar veranderden ze de naam van de groep in Agata Kristi; naar de Russische schrijfwijze voor Agatha Christie. De naam zou naar verluidt zijn gekozen omdat deze het beste de muziekstijl weergaf; een mysterieuze, excentrische en bij vlagen sadistisch spookachtige mix van glamrock, gothic en elektronische muziek.
Als officiële geboortedatum van Agata Kristi wordt 20 februari 1988 genoemd, de dag van hun eerste concert en de release van het eerste officiële album Второй Фронт (Tweede Front). Van 1988 tot 1989 speelde Agata Kristi op verschillende rockfestivals en kreeg wat aandacht uit de pers. De volgende twee albums, Коварство и любовь (Arglistigheid en Liefde) en Декаданс (Decadentie), waren echter te theatraal en pompeus. Er ontstonden ook enkele conflicten binnen de band als gevolg waarvan Petr Mai de band verliet en werd vervangen door Andrej Kotov (Sverdlovsk, 3 april 1963).
In 1993 bracht de band een veel meer gefocust en gebalanceerd album uit genaamd Позорная Звезда (Schandester). Het daaropvolgende album Опиум (Opium) had behoorlijk veel succes. Agata Kristi werd hierdoor populair in het hele land. Twee nummers van Opium; Сказочная Тайга (Sprookjesachtige Taiga) en Опиум для Никого (Opium voor Niemand) werden een hit. De twee volgende albums Ураган (Orkaan) en Чудеса (Wonderen), waren echter te zwaarmoedig, zelfs neerslachtig en zaten te vol met elektronische elementen, waardoor veel fans behoorlijk teleurgesteld raakten. Het in 2000 uitgebrachte Майн Кайф? (Majn Kajf, een woordspeling die afgeleid leek te zijn van Mein Kampf) was even zwaarmoedig en somber als zijn voorgangers, maar kreeg wat waardering van critici omdat het album niet langer werd gedomineerd door simpele technobeats. In 2001 stierf Aleksandr Kozlov, waardoor de creatieve stagnatie aanhield. Pas in 2004 brachten de Samojlovs hun volgende album: Триллер Часть 1 (Thriller Deel 1) uit. Onmiddellijk daarop wist een aantal van de nummers op deze plaat door te dringen tot de hitlijsten van Rusland.
Hoewel de band niet erg veel hoge noteringen haalde, heeft Agata Kristi aangetoond een behoorlijk langlopend project te zijn. Gedurende hun geschiedenis experimenteerde de band met een aantal muziekstijlen; van de synthipop van Depeche Mode en de extravaganza van Freddie Mercury tot de neerslachtige postpunk van The Cure en The Damned. Waar de meerderheid van de Russische rockscene synthesizers traditioneel links liet liggen, gebruikte Agata Kristi veel op synthesizer gebaseerde ritmes en drums, die samen met de karakteristieke vocals, die wisselden tussen suggestief fluisteren en hysterisch schreeuwen, de stijl van Agata Kristi eenvoudig doen herkennen. Agata Kristi won de Grand-Prix van het festival voor jonge Europese bands Open du Rock (Frankrijk, 1991), De World Music Award voor de meest populaire Russische muziekband (Monte-Carlo, 1997) en viermaal de nationale prijs Овация (Ovatie).

## Discografie
| Titel                              | Transliteratie                     | Vertaling                           | Jaar van release |
| ---------------------------------- | ---------------------------------- | ----------------------------------- | ---------------- |
| Второй фронт                       | Vtoroj front                       | Tweede Front                        | 1988             |
| Коварство и любовь                 | Kovarstvo i ljoebov'               | Arglistigheid en Liefde             | 1989             |
| Декаданс                           | Dekadans                           | Decadentie                          | 1991             |
| Позорная звезда                    | Pozornaja zvezda                   | Schandester                         | 1993             |
| Пять лет Live                      | Pjat let Live                      | Vijf Jaar Live (**)                 | 1994             |
| Opium                              | Opium                              | Opium                               | 1995             |
| Heroin 0 Remixed                   | Heroin 0 Remixed                   | Heroin 0 Remixed (*)                | 1996             |
| Ураган                             | Oeragan                            | Orkaan                              | 1996             |
| 10 лет жизни                       | 10 let zjizni                      | 10 jaar van leven ( **)             | 1998             |
| Два корабля Remixed 2              | Dva korablja Remixed 2             | Twee schepen Remixed 2 (*)          | 1998             |
| Чудеса                             | Tsjoedesa                          | Wonderen                            | 1998             |
| Максисингл № 1 Секрет              | Maksisingl № 1 Sekret              | Maxi-single № 1 Geheim              | 2000             |
| Майн Кайф?                         | Majn Kajf?                         | Mijn Kief?                          | 2000             |
| Максисингл № 2 Выпить море         | Maksisingl № 2 Vypit more          | Maxi-single № 2 Drink de zee        | 2000             |
| Максисингл № 3 Ein Zwei Drei Waltz | Maksisingl № 3 Ein Zwei Drei Waltz | Maxi-single № 3 Ein Zwei Drei Waltz | 2001             |
| Избранное                          | Izbrannoje                         | Geselecteerd                        | 2002             |
| Скаzки                             | Skazki                             | Sprookjes                           | 2003             |
| Триллер. Часть 1                   | Triller. Tsjast' 1                 | Thriller. Deel 1                    | 2004             |
| Эпилог                             | Epilog                             | Epiloog                             | 2010             |

(*) verzameling van remixes

(**) concertopname